# 朱貴烚
朱貴烚（1397年12月29日—1449年），遼簡王朱植次子，比嫡长兄世子朱贵煐小五个月。继为辽王，后获罪被废。

## 生平
洪武三十年十二月十日生。永乐二年四月甲戌封長陽郡王，后被立为世子并得于二十二年十月壬子進襲遼王。朱贵烚在位期间，屡为抚按科道所弹治，明英宗每降书戒之不悛。正統四年三月庚申，以「不友于诸弟，侍庶母寡恩，乱郡主（江陵郡主、泸溪郡主），奸人妻，捶死长史，淫穢無狀，滅絕天理，傷敗風化，污辱祖宗」廢為庶人，令歸守遼簡王墳瑩，岁禄米一千石。在位十五年。因三弟远安王朱贵燮已获罪被废，由四弟兴山王朱贵𤊐续封。
正统十一年，朱貴烚上疏称子女成年，府邸狭小，请求朝廷扩建府邸并让子女婚配，英宗照准。两年后，朱貴烚府邸失火，房屋、财产被焚烧殆尽，朱貴烚也因此气死。

### 分歧记载

#### 身世
《明史》称朱贵烚是庶出。但据《明英宗实录》，朱贵烚的三弟朱贵燮是嫡出，且据《明仁宗实录》，朱贵烚是作为世子袭封，朱植享年不足五十岁，不符合将庶长子立为世子的条件。但朱贵烚又不可能与仅年长五个月的朱贵煐同胞。天顺二年（1458年）朱贵燮诸子在奏疏中称朱贵烚为“庶伯父”。未详孰是。

#### 其他
《大明英宗睿皇帝实录卷二百六十七》记载，景泰七年（1456年）六月，朱贵燮、朱贵烚、朱贵煊因肃孝皇后驾崩，遣人上表进香。礼部奏称他们虽被革王爵，但未被开除宗籍，应该对他们所遣的人加赏赐，诏赐彩币钞有差。但朱贵烚、朱贵煊已经分别于正统十四年（1449年）和景泰三年（1452年）（或正统八年（1443年））去世。

## 家庭

### 妻妾
- 王妃曹氏，生朱豪㙷
- 宠婢游氏，生朱豪坨

### 子女

#### 子
1. 長陽昭和王朱豪㙷
2. 奉国中尉朱豪坨

#### 女
1. 三女感化乡君，仪宾李景
2. 四女宁福乡君→宁福县主，仪宾杨纲
3. 五女慕义乡君，仪宾叶珍

## 后事
后来明宪宗在朱貴烚的嫡长子朱豪㙷屡次请求下，同意朱豪㙷袭封朱貴烚的原爵位长阳王。长阳王的爵位一直传承到明末，隆武年间，长阳王朱术雅重新进封为辽王。